# Espadarana durrellorum
Espèce
Synonymes
- Centrolene durrellorum (Lynch & Duellman, 1973)

Statut de conservation UICN

 LC  : Préoccupation mineure
Espadarana durrellorum est une espèce d'amphibiens de la famille des Centrolenidae.

## Répartition
Cette espèce est endémique d'Équateur. Elle se rencontre dans les provinces de Zamora-Chinchipe et de Napo de 800 à 1 150 m d'altitude sur le versant amazonien de la cordillère Orientale.

## Description
Espadarana durrellorum mesure de 25,7 à 26,1 mm.

## Étymologie
Cette espèce est nommée en l'honneur de Gerald et Lee Durrell du Durrell Wildlife Conservation Trust.

## Publication originale
- Cisneros-Heredia, 2007 : A new species of glassfrog of the genus Centrolene from the foothills of Cordillera Oriental of Ecuador (Anura: Centrolenidae). Herpetozoa, vol. 20, no 1/2, p. 27-34.